# NGC 4651
NGC 4651 è una galassia a spirale nella costellazione della Chioma di Berenice.

Si individua 6,5 gradi a WSW della stella Alpha Comae Berenices; si tratta di una galassia dalle dimensioni simili a quelle della Via Lattea, dalla quale dista circa 52 milioni di anni-luce. Diventa visibile in un telescopio da 150mm di apertura, nel quale si presenta come una stellina sfocata; i suoi bracci, molto sottili, si individuano col l'aiuto di telescopi più potenti, attraverso foto a lunga posa.

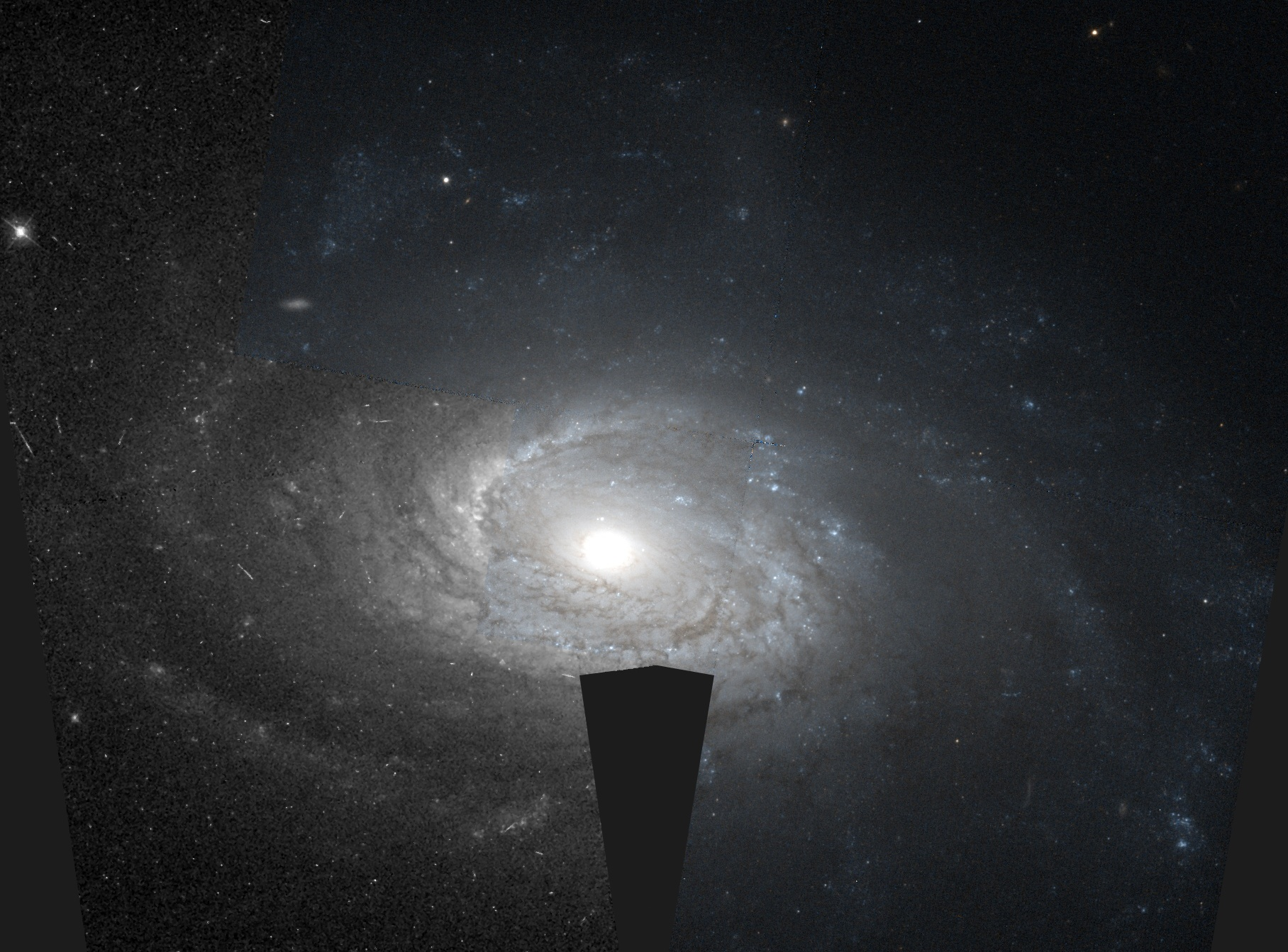
NGC 4651  (Telescopio spaziale Hubble)
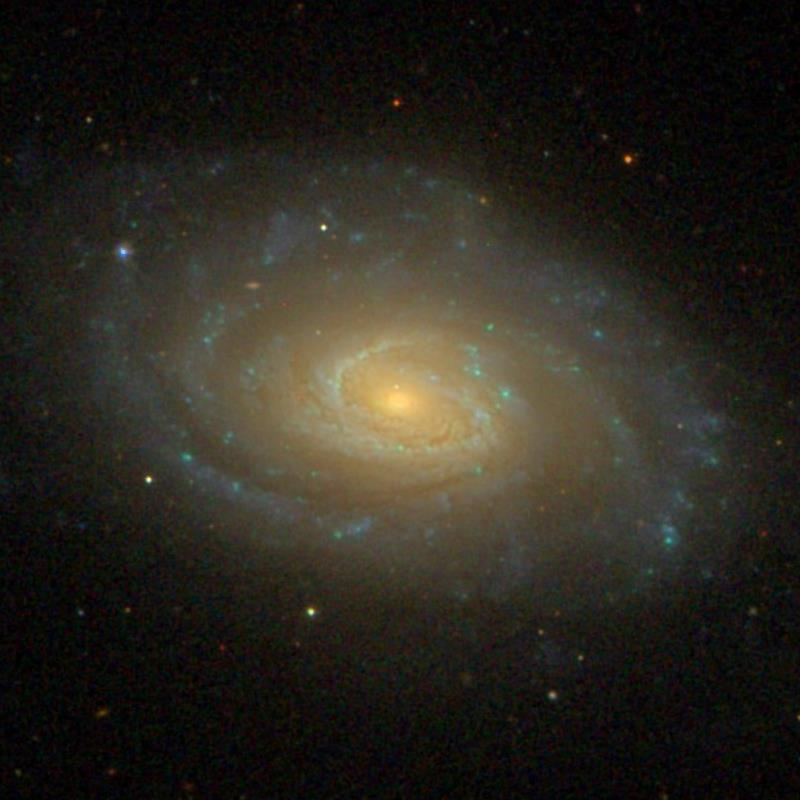
NGC 4651  (SDSS DR14)
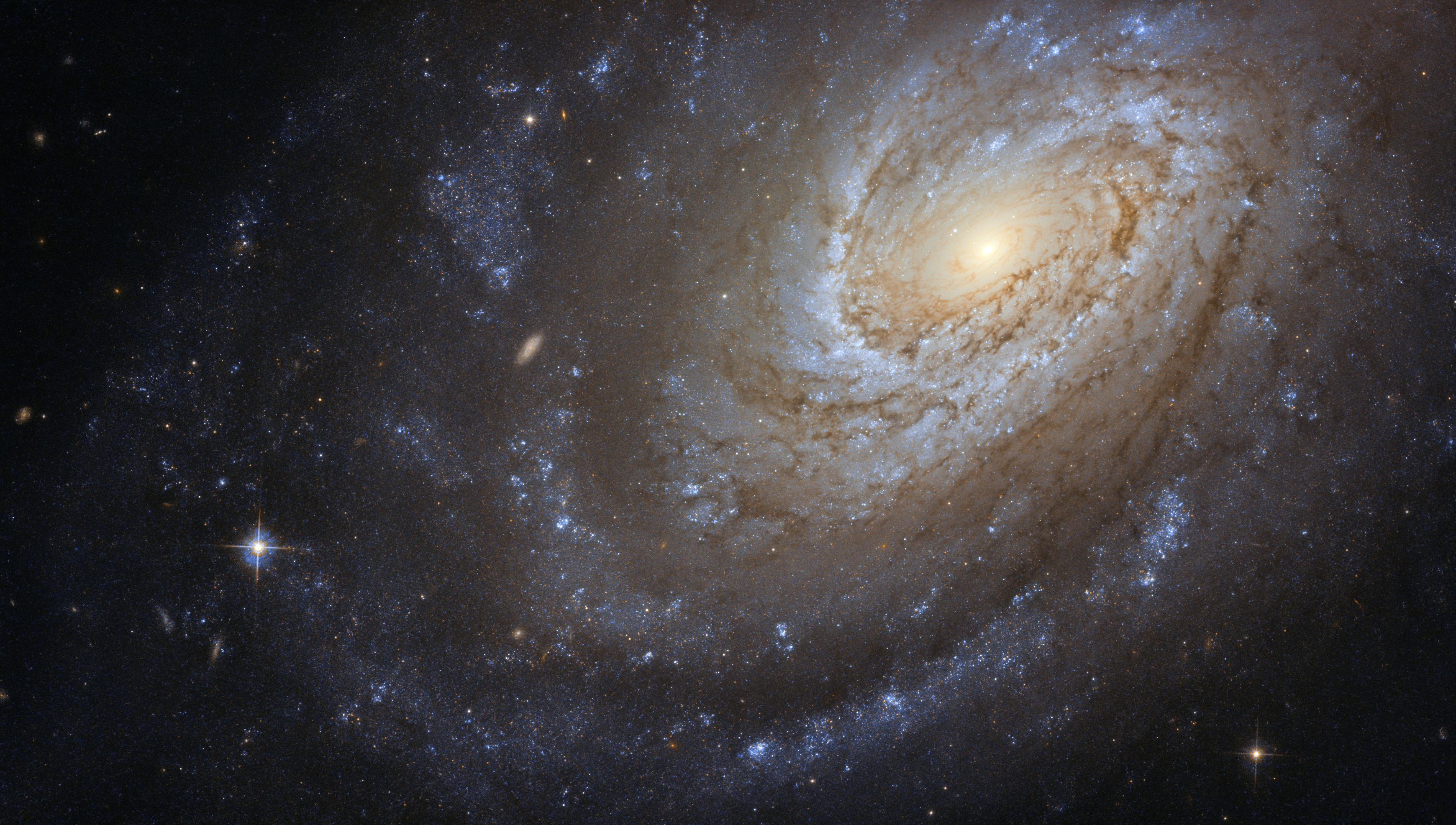
NGC 4651. Fonte: ESA / Hubble Space Telescope & NASA, D. Leonard.